# Mycena corticola
Mycena corticola är en svampart som först beskrevs av Christiaan Hendrik Persoon, och fick sitt nu gällande namn av Samuel Frederick Gray 1821. Mycena corticola ingår i släktet Mycena och familjen Mycenaceae.   Inga underarter finns listade i Catalogue of Life.